# خلیج حمامات
خلیج حمامات (انگلیسی: Gulf of Hammamet) یک خلیج در شمال شرقی کشور تونس است.